# Trylleskoven
Trylleskoven er en skov med tilhørende strand og hede i Solrød ved Køge Bugt. 
Trylleskoven er en af de få tilbageværende dele af Hedeboegnen mellem Køge og Roskilde. 
Et nyt boligområde, Trylleskov Strand er planlagt. 
Andre dele af område er fredet.